# Grand Prix La Marseillaise 2016
La 37e édition du Grand Prix La Marseillaise a eu lieu le 31 janvier 2016. La course fait partie du calendrier UCI Europe Tour 2016 en catégorie 1.1. C'est également la première épreuve de la Coupe de France de cyclisme sur route 2016 et une des premières courses de l'UCI Europe Tour 2016.
L'épreuve a été remportée lors d'un sprint à deux par le Belge Dries Devenyns (IAM) devant le Français Thibaut Pinot (FDJ) tandis qu'un autre Belge Baptiste Planckaert (Wallonie Bruxelles-Group Protect) prend la troisième place à 42 secondes en réglant au sprint un groupe d'une trentaine de coureurs.
L'Argentin Daniel Díaz (Delko-Marseille Provence-KTM) gagne le classement de la montagne tandis que le Français Kévin Lebreton (Armée de Terre) finit meilleur jeune.
Pour la Coupe de France, les premiers leaders sont Dries Devenyns pour le classement individuel, l'Espagnol Carlos Barbero (Caja Rural-Seguros RGA) pour le classement des jeunes et la formation française FDJ pour le classement par équipes.

## Présentation

### Équipes
Classé en catégorie 1.1 de l'UCI Europe Tour, le Grand Prix d'ouverture La Marseillaise est par conséquent ouvert aux WorldTeams dans la limite de 50 % des équipes participantes, aux équipes continentales professionnelles, aux équipes continentales et aux équipes nationales.
L'organisateur a communiqué le 11 janvier 2016 la liste des équipes participantes.
Dix-huit équipes participent à ce Grand Prix d'ouverture La Marseillaise - quatre WorldTeams, sept équipes continentales professionnelles et sept équipes continentales :
| WorldTeams (4)- AG2R La Mondiale - FDJ - IAM Cycling - Lotto-Soudal Équipes continentales professionnelles (7)- Caja Rural-Seguros RGA - Cofidis, Solutions Crédits - Delko-Marseille Provence-KTM - Direct Énergie - Fortuneo-Vital Concept - Topsport Vlaanderen-Baloise - Wanty-Groupe Gobert Équipes continentales (7)- An Post-ChainReaction - Armée de terre - HP BTP-Auber 93 - Roubaix Métropole européenne de Lille - Veranclassic-Ago - Verandas Willems - Wallonie Bruxelles-Group Protect |
| |

### Primes
Les vingt prix sont attribués suivant le barème de l'UCI,. Le total général des prix distribués est de 14 477 €.
| Position | 1er     | 2e      | 3e      | 4e    | 5e    | 6e    | 7e    | 8e    | 9e    | 10e à 20e |
| Prix     | 5 785 € | 2 895 € | 1 445 € | 715 € | 580 € | 433 € | 433 € | 287 € | 287 € | 147 €     |

## Classements

### Classement final
| Classement final | Classement final    | Classement final | Classement final                 | Classement final   |
|                  | Coureur             | Pays             | Équipe                           | Temps              |
| ---------------- | ------------------- | ---------------- | -------------------------------- | ------------------ |
| 1er              | Dries Devenyns      | Belgique         | IAM                              | en 3 h 31 min 43 s |
| 2e               | Thibaut Pinot       | France           | FDJ                              | + 0 s              |
| 3e               | Baptiste Planckaert | Belgique         | Wallonie Bruxelles-Group Protect | + 42 s             |
| 4e               | Dimitri Claeys      | Belgique         | Wanty-Groupe Gobert              | + 42 s             |
| 5e               | Ryan Anderson       | Canada           | Direct Énergie                   | + 42 s             |
| 6e               | Carlos Barbero      | Espagne          | Caja Rural-Seguros RGA           | + 42 s             |
| 7e               | Arthur Vichot       | France           | FDJ                              | + 42 s             |
| 8e               | Tony Gallopin       | France           | Lotto-Soudal                     | + 42 s             |
| 9e               | Gaëtan Bille        | Belgique         | Wanty-Groupe Gobert              | + 42 s             |
| 10e              | Jérôme Baugnies     | Belgique         | Wanty-Groupe Gobert              | + 42 s             |
| modifier         |                     |                  |                                  |                    |

### Classements annexes
| Classement de la montagne | Classement de la montagne | Classement de la montagne | Classement de la montagne    | Classement de la montagne |
| ------------------------- | ------------------------- | ------------------------- | ---------------------------- | ------------------------- |
|                           | Coureur                   | Pays                      | Équipe                       | Point(s)                  |
| 1er                       | Daniel Díaz               | Argentine                 | Delko-Marseille Provence-KTM | 12 points                 |
| 2e                        | Flavien Dassonville       | France                    | HP BTP-Auber 93              | 8 pts                     |
| 3e                        | Dries Devenyns            | Belgique                  | IAM                          | 6 pts                     |
| modifier                  |                           |                           |                              |                           |

| Classement du meilleur jeune | Classement du meilleur jeune | Classement du meilleur jeune | Classement du meilleur jeune     | Classement du meilleur jeune |
|                              | Coureur                      | Pays                         | Équipe                           | Temps                        |
| ---------------------------- | ---------------------------- | ---------------------------- | -------------------------------- | ---------------------------- |
| 1er                          | Kévin Lebreton               | France                       | Armée de Terre                   | en 3 h 32 min 25 s           |
| 2e                           | Anthony Turgis               | France                       | Cofidis                          | m.t                          |
| 3e                           | Antoine Warnier              | Belgique                     | Wallonie Bruxelles-Group Protect | m.t                          |
| modifier                     |                              |                              |                                  |                              |

### Classement de la Coupe de France

#### Classement individuel

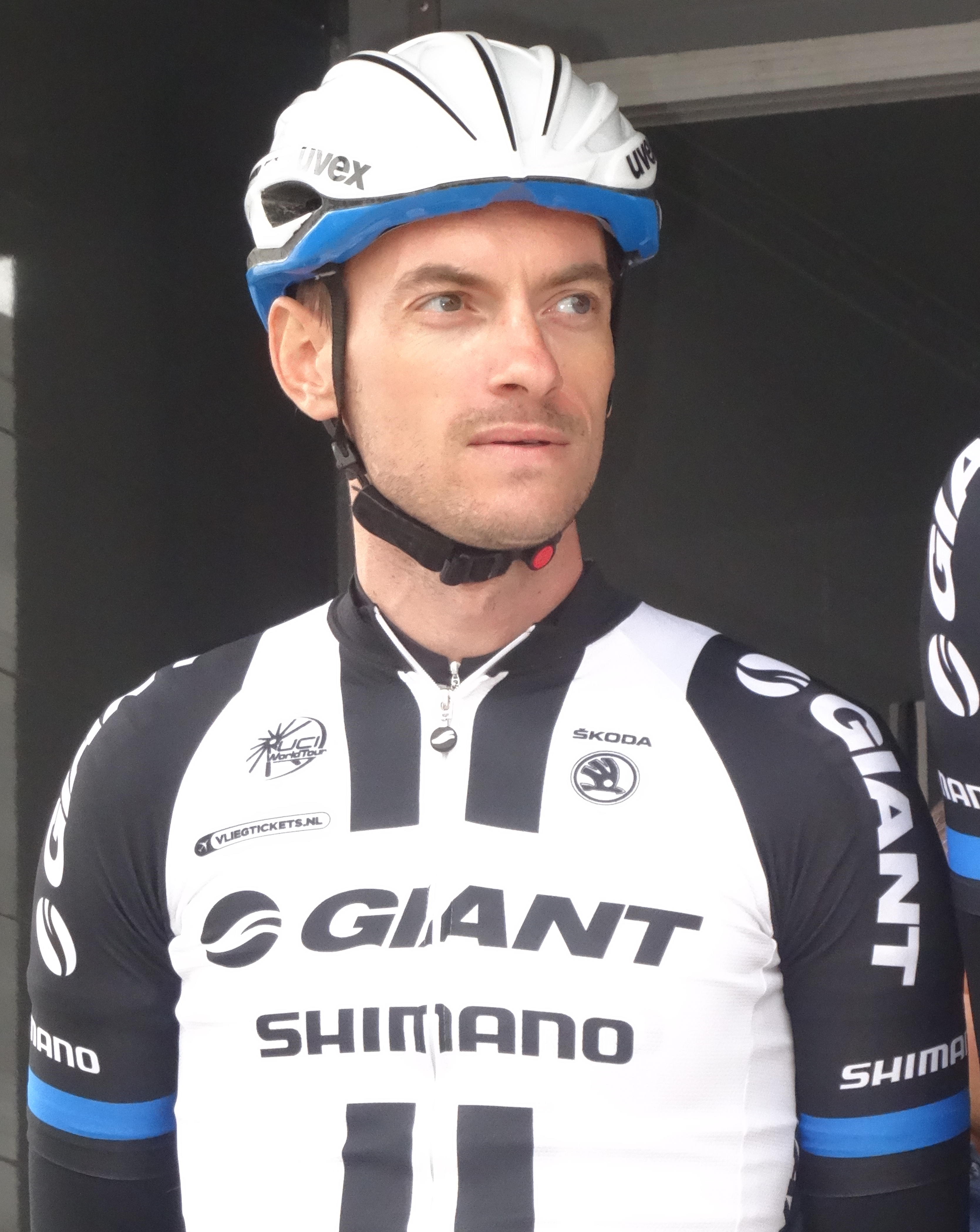
Dries Devenyns est le leader de la Coupe de France.

| Top dix de la Coupe de France à l'issue de la 1re manche | Top dix de la Coupe de France à l'issue de la 1re manche | Top dix de la Coupe de France à l'issue de la 1re manche | Top dix de la Coupe de France à l'issue de la 1re manche | Top dix de la Coupe de France à l'issue de la 1re manche |
| -------------------------------------------------------- | -------------------------------------------------------- | -------------------------------------------------------- | -------------------------------------------------------- | -------------------------------------------------------- |
|                                                          | Coureur                                                  | Pays                                                     | Équipe                                                   | Point(s)                                                 |
| 1er                                                      | Dries Devenyns                                           | Belgique                                                 | IAM                                                      | 50 points                                                |
| 2e                                                       | Thibaut Pinot                                            | France                                                   | FDJ                                                      | 35 pts                                                   |
| 3e                                                       | Baptiste Planckaert                                      | Belgique                                                 | Wallonie Bruxelles-Group Protect                         | 25 pts                                                   |
| 4e                                                       | Dimitri Claeys                                           | Belgique                                                 | Wanty-Groupe Gobert                                      | 20 pts                                                   |
| 5e                                                       | Ryan Anderson                                            | Canada                                                   | Direct Énergie                                           | 18 pts                                                   |
| 6e                                                       | Carlos Barbero                                           | Espagne                                                  | Caja Rural-Seguros RGA                                   | 16 pts                                                   |
| 7e                                                       | Arthur Vichot                                            | France                                                   | FDJ                                                      | 14 pts                                                   |
| 8e                                                       | Tony Gallopin                                            | France                                                   | Lotto-Soudal                                             | 12 pts                                                   |
| 9e                                                       | Gaëtan Bille                                             | Belgique                                                 | Wanty-Groupe Gobert                                      | 10 pts                                                   |
| 10e                                                      | Jérôme Baugnies                                          | Belgique                                                 | Wanty-Groupe Gobert                                      | 8 pts                                                    |
| modifier                                                 |                                                          |                                                          |                                                          |                                                          |

#### Classement individuel des jeunes

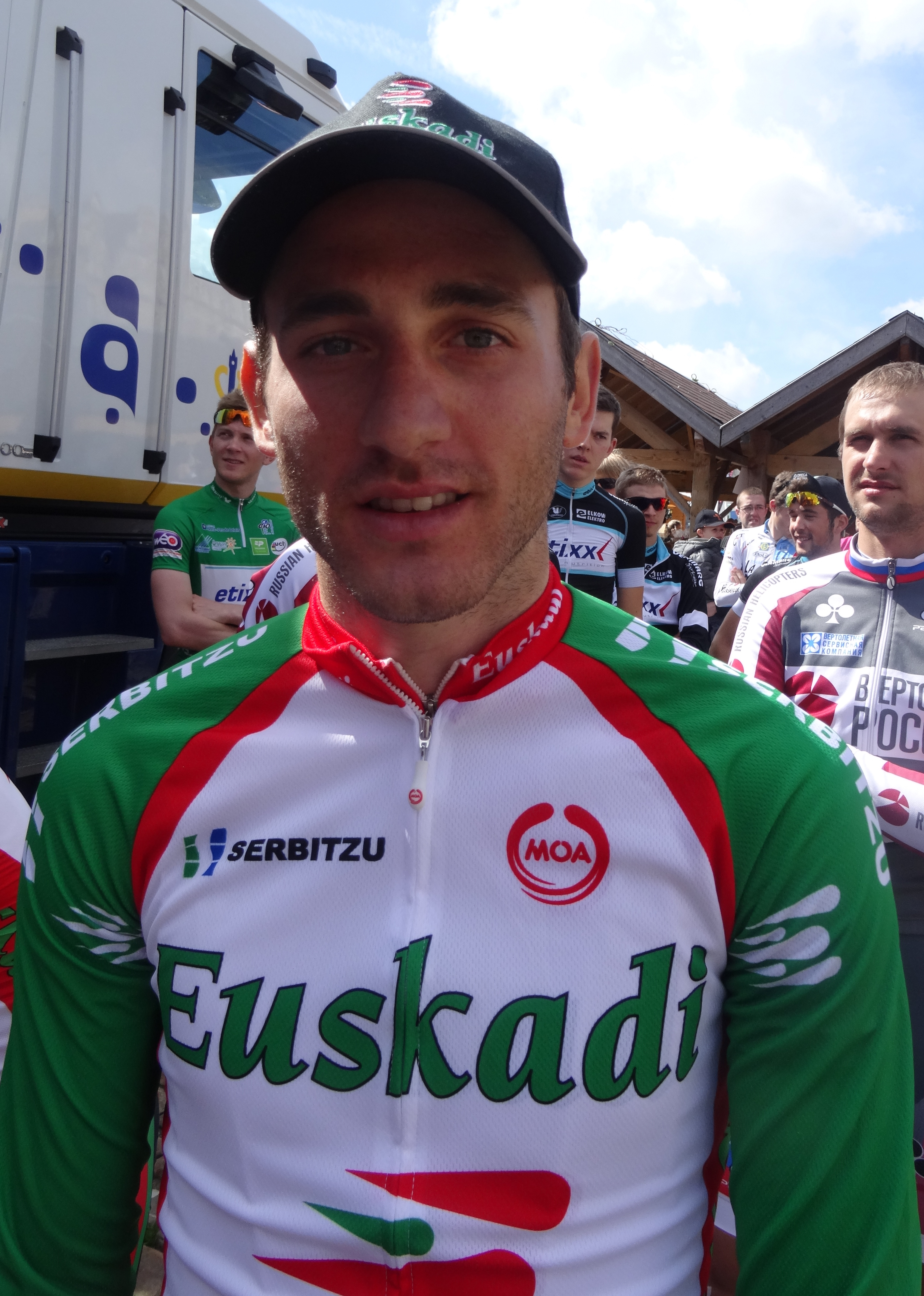
Carlos Barbero est le leader de la Coupe de France des jeunes.

| Top deux de la Coupe de France à l'issue de la 1re manche | Top deux de la Coupe de France à l'issue de la 1re manche | Top deux de la Coupe de France à l'issue de la 1re manche | Top deux de la Coupe de France à l'issue de la 1re manche | Top deux de la Coupe de France à l'issue de la 1re manche |
| --------------------------------------------------------- | --------------------------------------------------------- | --------------------------------------------------------- | --------------------------------------------------------- | --------------------------------------------------------- |
|                                                           | Coureur                                                   | Pays                                                      | Équipe                                                    | Point(s)                                                  |
| 1er                                                       | Carlos Barbero                                            | Espagne                                                   | Caja Rural-Seguros RGA                                    | 16 points                                                 |
| 2e                                                        | Jimmy Turgis                                              | France                                                    | Roubaix Métropole européenne de Lille                     | 6 pts                                                     |
| modifier                                                  |                                                           |                                                           |                                                           |                                                           |

#### Classement par équipes
| \| \| Top neuf de la Coupe de France à l'issue de la 1re manche[6] \| | \| \| Top neuf de la Coupe de France à l'issue de la 1re manche[6] \| | \| \| Top neuf de la Coupe de France à l'issue de la 1re manche[6] \| | \| \| Top neuf de la Coupe de France à l'issue de la 1re manche[6] \| |
| --------------------------------------------------------------------- | --------------------------------------------------------------------- | --------------------------------------------------------------------- | --------------------------------------------------------------------- |
|                                                                       | Équipe                                                                | Pays                                                                  | Point(s)                                                              |
| 1                                                                     | FDJ                                                                   | France                                                                | 12                                                                    |
| 2                                                                     | Direct Énergie                                                        | France                                                                | 9                                                                     |
| 3                                                                     | AG2R La Mondiale                                                      | France                                                                | 8                                                                     |
| 4                                                                     | Delko-Marseille Provence-KTM                                          | France                                                                | 7                                                                     |
| 5                                                                     | Roubaix Métropole européenne de Lille                                 | France                                                                | 6                                                                     |
| 6                                                                     | Armée de Terre                                                        | France                                                                | 5                                                                     |
| 7                                                                     | Cofidis                                                               | France                                                                | 4                                                                     |
| 8                                                                     | HP BTP-Auber 93                                                       | France                                                                | 3                                                                     |
| 9                                                                     | Fortuneo-Vital Concept                                                | France                                                                | 2                                                                     |
|                                                                       | Top neuf de la Coupe de France à l'issue de la 1re manche             |                                                                       |                                                                       |

### UCI Europe Tour
Ce Grand Prix d'ouverture La Marseillaise attribue des points pour l'UCI Europe Tour 2016, par équipes seulement aux coureurs des équipes continentales professionnelles et continentales, individuellement à tous les coureurs sauf ceux faisant partie d'une équipe ayant un label WorldTeam.
| Position | 1er | 2e | 3e | 4e | 5e | 6e | 7e | 8e | 9e | 10e | 11e | 12e | 13e | 14e | 15e | 16e | 17e | 18e | 19e | 20e | 21e | 22e | 23e | 24e | 25e |
| -------- | --- | -- | -- | -- | -- | -- | -- | -- | -- | --- | --- | --- | --- | --- | --- | --- | --- | --- | --- | --- | --- | --- | --- | --- | --- |
| PTS UCI  | 125 | 85 | 70 | 60 | 50 | 40 | 35 | 30 | 25 | 20  | 15  | 10  | 5   | 5   | 5   | 3   | 3   | 3   | 3   | 3   | 3   | 3   | 3   | 3   | 3   |

## Liste des participants
- Liste de départ complète

| Légende | Légende                                                                              | Légende | Légende                                                    |
| ------- | ------------------------------------------------------------------------------------ | ------- | ---------------------------------------------------------- |
| Num     | Dossard de départ porté par le coureur sur ce Grand Prix d'ouverture La Marseillaise | Pos     | Position à l'arrivée de la course                          |
|         | Indique un maillot de champion national ou mondial, suivi de sa spécialité           | NP      | Indique un coureur qui n'a pas pris le départ de la course |
| AB      | Indique un coureur qui n'a pas terminé la course                                     | HD      | Indique un coureur qui a terminé la course hors des délais |

| Lotto-Soudal LTS                     | Lotto-Soudal LTS         | Lotto-Soudal LTS |
| ------------------------------------ | ------------------------ | ---------------- |
| Num                                  | Coureur                  | Pos              |
| 1                                    | Tony Gallopin (FRA)      | 8e               |
| 2                                    | Sander Armée (BEL)       | 20e              |
| 3                                    | Stig Broeckx (BEL)       | 39e              |
| 4                                    | Sean De Bie (BEL)        | AB               |
| 5                                    | Maxime Monfort (BEL)     | 35e              |
| 6                                    | Tosh Van der Sande (BEL) | 41e              |
| 7                                    | Jelle Vanendert (BEL)    | 64e              |
| 8                                    | Jelle Wallays (BEL)      | 73e              |
| Directeur sportif : Frederik Willems |                          |                  |

| AG2R La Mondiale ALM                 | AG2R La Mondiale ALM  | AG2R La Mondiale ALM |
| ------------------------------------ | --------------------- | -------------------- |
| Num                                  | Coureur               | Pos                  |
| 11                                   | Romain Bardet (FRA)   | 28e                  |
| 12                                   | Julien Bérard (FRA)   | 70e                  |
| 13                                   | Mikaël Cherel (FRA)   | 22e                  |
| 14                                   | Nico Denz (GER)       | 102e                 |
| 15                                   | Samuel Dumoulin (FRA) | 94e                  |
| 16                                   | Hubert Dupont (FRA)   | 29e                  |
| 17                                   | Ben Gastauer (LUX)    | 24e                  |
| 18                                   | Hugo Houle (CAN)      | 13e                  |
| Directeur sportif : Stéphane Goubert |                       |                      |

| FDJ                             | FDJ                            | FDJ  |
| ------------------------------- | ------------------------------ | ---- |
| Num                             | Coureur                        | Pos  |
| 21                              | Mickaël Delage (FRA)           | AB   |
| 22                              | Daniel Hoelgaard (NOR)         | AB   |
| 23                              | Ignatas Konovalovas (LTU)      | 117e |
| 24                              | Pierre-Henri Lecuisinier (FRA) | 65e  |
| 25                              | Thibaut Pinot (FRA)            | 2e   |
| 26                              | Sébastien Reichenbach (SUI)    | 26e  |
| 27                              | Kévin Réza (FRA)               | 67e  |
| 28                              | Arthur Vichot (FRA)            | 7e   |
| Directeur sportif : Yvon Madiot |                                |      |

| IAM                              | IAM                      | IAM  |
| -------------------------------- | ------------------------ | ---- |
| Num                              | Coureur                  | Pos  |
| 31                               | Heinrich Haussler (AUS)  | 40e  |
| 32                               | Clément Chevrier (FRA)   | 23e  |
| 33                               | Jérôme Coppel (FRA)      | 30e  |
| 34                               | Dries Devenyns (BEL)     | 1er  |
| 35                               | Jonathan Fumeaux (SUI)   | 16e  |
| 36                               | Reto Hollenstein (SUI)   | 21e  |
| 37                               | Sondre Holst Enger (NOR) | 104e |
| 38                               | Oliver Naesen (BEL)      | 44e  |
| Directeur sportif : Lionel Marie |                          |      |

| Cofidis COF                        | Cofidis COF               | Cofidis COF |
| ---------------------------------- | ------------------------- | ----------- |
| Num                                | Coureur                   | Pos         |
| 41                                 | Romain Hardy (FRA)        | 91e         |
| 42                                 | Jérôme Cousin (FRA)       | 68e         |
| 43                                 | Hugo Hofstetter (FRA)     | 90e         |
| 44                                 | Arnold Jeannesson (FRA)   | 27e         |
| 45                                 | Rudy Molard (FRA)         | 69e         |
| 46                                 | Anthony Turgis (FRA)      | 19e         |
| 47                                 | Kenneth Vanbilsen (BEL)   | 87e         |
| 48                                 | Michael Van Staeyen (BEL) | 112e        |
| Directeur sportif : Alain Deloeuil |                           |             |

| Delko-Marseille Provence-KTM DMP      | Delko-Marseille Provence-KTM DMP | Delko-Marseille Provence-KTM DMP |
| ------------------------------------- | -------------------------------- | -------------------------------- |
| Num                                   | Coureur                          | Pos                              |
| 51                                    | Rémy Di Grégorio (FRA)           | 25e                              |
| 52                                    | Romain Combaud (FRA)             | 82e                              |
| 53                                    | Daniel Díaz (ARG)                | 120e                             |
| 54                                    | Julien El Fares (FRA)            | 49e                              |
| 55                                    | Delio Fernández (ESP)            | 12e                              |
| 56                                    | Thierry Hupond (FRA)             | 110e                             |
| 57                                    | Christophe Laborie (FRA)         | HD                               |
| 58                                    | Yannick Martinez (FRA)           | 57e                              |
| Directeur sportif : Frédéric Rostaing |                                  |                                  |

| Direct Énergie DEN                    | Direct Énergie DEN     | Direct Énergie DEN |
| ------------------------------------- | ---------------------- | ------------------ |
| Num                                   | Coureur                | Pos                |
| 61                                    | Sylvain Chavanel (FRA) | 14e                |
| 62                                    | Ryan Anderson (CAN)    | 5e                 |
| 63                                    | Thomas Boudat (FRA)    | 58e                |
| 64                                    | Lilian Calmejane (FRA) | 18e                |
| 65                                    | Romain Cardis (FRA)    | 99e                |
| 66                                    | Jérémy Cornu (FRA)     | 81e                |
| 67                                    | Antoine Duchesne (CAN) | 63e                |
| 68                                    | Fabien Grellier (FRA)  | HD                 |
| Directeur sportif : Dominique Arnould |                        |                    |

| Fortuneo-Vital Concept FVC          | Fortuneo-Vital Concept FVC | Fortuneo-Vital Concept FVC |
| ----------------------------------- | -------------------------- | -------------------------- |
| Num                                 | Coureur                    | Pos                        |
| 71                                  | Brice Feillu (FRA)         | 60e                        |
| 72                                  | Maxime Cam (FRA)           | 93e                        |
| 73                                  | Arnaud Gérard (FRA)        | 118e                       |
| 74                                  | Jonathan Hivert (FRA)      | 54e                        |
| 75                                  | Kévin Ledanois (FRA)       | 95e                        |
| 76                                  | Pierre-Luc Périchon (FRA)  | 66e                        |
| 77                                  | Florian Vachon (FRA)       | 59e                        |
| 78                                  |                            |                            |
| Directeur sportif : Emmanuel Hubert |                            |                            |

| Topsport Vlaanderen-Baloise TSV       | Topsport Vlaanderen-Baloise TSV | Topsport Vlaanderen-Baloise TSV |
| ------------------------------------- | ------------------------------- | ------------------------------- |
| Num                                   | Coureur                         | Pos                             |
| 81                                    | Thomas Sprengers (BEL)          | 15e                             |
| 82                                    | Maxime Farazijn (BEL)           | 115e                            |
| 83                                    | Sander Helven (BEL)             | 114e                            |
| 84                                    | Eliot Lietaer (BEL)             | 75e                             |
| 85                                    | Ruben Pols (BEL)                | AB                              |
| 86                                    | Dries Van Gestel (BEL)          | 45e                             |
| 87                                    | Gijs Van Hoecke (BEL)           | 119e                            |
| 88                                    | Bert Van Lerberghe (BEL)        | 74e                             |
| Directeur sportif : Walter Planckaert |                                 |                                 |

| Wanty-Groupe Gobert WGG                      | Wanty-Groupe Gobert WGG  | Wanty-Groupe Gobert WGG |
| -------------------------------------------- | ------------------------ | ----------------------- |
| Num                                          | Coureur                  | Pos                     |
| 91                                           | Marco Marcato (ITA)      | 36e                     |
| 92                                           | Frederik Backaert (BEL)  | 38e                     |
| 93                                           | Jérôme Baugnies (BEL)    | 10e                     |
| 94                                           | Gaëtan Bille (BEL)       | 9e                      |
| 95                                           | Dimitri Claeys (BEL)     | 4e                      |
| 96                                           | Antoine Demoitié (BEL)   | 97e                     |
| 97                                           | Boris Dron (BEL)         | 31e                     |
| 98                                           | Frederik Veuchelen (BEL) | 78e                     |
| Directeur sportif : Hilaire Van der Schueren |                          |                         |

| Caja Rural-Seguros RGA CJR             | Caja Rural-Seguros RGA CJR  | Caja Rural-Seguros RGA CJR |
| -------------------------------------- | --------------------------- | -------------------------- |
| Num                                    | Coureur                     | Pos                        |
| 101                                    | Carlos Barbero (ESP)        | 6e                         |
| 102                                    | Javier Aramendia (ESP)      | 109e                       |
| 103                                    | Miguel Ángel Benito (ESP)   | 88e                        |
| 104                                    | Fabricio Ferrari (URU)      | 55e                        |
| 105                                    | Jonathan Lastra (ESP)       | AB                         |
| 106                                    | Sergio Pardilla (ESP)       | 33e                        |
| 107                                    | Diego Rubio Hernández (ESP) | 89e                        |
| 108                                    |                             |                            |
| Directeur sportif : Eugenio Goikoetxea |                             |                            |

| Armée de Terre ADT                      | Armée de Terre ADT     | Armée de Terre ADT |
| --------------------------------------- | ---------------------- | ------------------ |
| Num                                     | Coureur                | Pos                |
| 111                                     | Yoann Barbas (FRA)     | 47e                |
| 112                                     | Julien Duval (FRA)     | 113e               |
| 113                                     | Thibault Ferasse (FRA) | 56e                |
| 114                                     | Yann Guyot (FRA)       | 71e                |
| 115                                     | Kévin Lebreton (FRA)   | 17e                |
| 116                                     | Jérôme Mainard (FRA)   | 80e                |
| 117                                     | Jimmy Raibaud (FRA)    | 46e                |
| 118                                     | Thomas Rostollan (FRA) | 72e                |
| Directeur sportif : David Lima da Costa |                        |                    |

| HP BTP-Auber 93 AUB                  | HP BTP-Auber 93 AUB       | HP BTP-Auber 93 AUB |
| ------------------------------------ | ------------------------- | ------------------- |
| Num                                  | Coureur                   | Pos                 |
| 121                                  | Anthony Maldonado (FRA)   | 43e                 |
| 122                                  | Flavien Dassonville (FRA) | 77e                 |
| 123                                  | Pierre Gouault (FRA)      | 108e                |
| 124                                  | Alo Jakin (EST)           | 61e                 |
| 125                                  | Guillaume Levarlet (FRA)  | 52e                 |
| 126                                  | David Menut (FRA)         | 37e                 |
| 127                                  | Maxime Renault (FRA)      | AB                  |
| 128                                  | Théo Vimpère (FRA)        | 92e                 |
| Directeur sportif : Stéphane Javalet |                           |                     |

| Roubaix Métropole européenne de Lille RML | Roubaix Métropole européenne de Lille RML | Roubaix Métropole européenne de Lille RML |
| ----------------------------------------- | ----------------------------------------- | ----------------------------------------- |
| Num                                       | Coureur                                   | Pos                                       |
| 131                                       | Julien Antomarchi (FRA)                   | 34e                                       |
| 132                                       | Rudy Barbier (FRA)                        | 107e                                      |
| 133                                       | Dieter Bouvry (BEL)                       | AB                                        |
| 134                                       | Daan Myngheer (BEL)                       | 111e                                      |
| 135                                       | Florent Pereira (FRA)                     | 79e                                       |
| 136                                       | Jimmy Turgis (FRA)                        | 11e                                       |
| 137                                       | Maxime Vantomme (BEL)                     | 50e                                       |
| 138                                       | Louis Verhelst (BEL)                      | 116e                                      |
| Directeur sportif : Frédéric Delcambre    |                                           |                                           |

| An Post-ChainReaction SKT         | An Post-ChainReaction SKT | An Post-ChainReaction SKT |
| --------------------------------- | ------------------------- | ------------------------- |
| Num                               | Coureur                   | Pos                       |
| 141                               | Calvin Watson (AUS)       | 85e                       |
| 142                               | Jasper Bovenhuis (NED)    | 105e                      |
| 143                               | Oliver Kent-Spark (AUS)   | HD                        |
| 144                               | Connor McConvey (IRL)     | 103e                      |
| 145                               | Jacob Scott (GBR)         | 100e                      |
| 146                               | Nicolas Vereecken (BEL)   | 84e                       |
| 147                               | Emiel Wastyn (BEL)        | HD                        |
| 148                               | Jack Wilson (IRL)         | AB                        |
| Directeur sportif : Kurt Bogaerts |                           |                           |

| Veranclassic-Ago VER                | Veranclassic-Ago VER   | Veranclassic-Ago VER |
| ----------------------------------- | ---------------------- | -------------------- |
| Num                                 | Coureur                | Pos                  |
| 151                                 | Justin Jules (FRA)     | AB                   |
| 152                                 | Jonathan Breyne (BEL)  | NP                   |
| 153                                 | Julien Dechesne (BEL)  | HD                   |
| 154                                 | Matthias Legley (BEL)  | HD                   |
| 155                                 | Antoine Leleu (BEL)    | AB                   |
| 156                                 | Yannick Mayer (GER)    | AB                   |
| 157                                 | Robin Mertens (BEL)    | AB                   |
| 158                                 | Dimitri Peyskens (BEL) | 48e                  |
| Directeur sportif : Willy Teirlinck |                        |                      |

| Verandas Willems VWT               | Verandas Willems VWT     | Verandas Willems VWT |
| ---------------------------------- | ------------------------ | -------------------- |
| Num                                | Coureur                  | Pos                  |
| 161                                | Timothy Dupont (BEL)     | 42e                  |
| 162                                | Sander Cordeel (BEL)     | 83e                  |
| 163                                | Dries De Bondt (BEL)     | 96e                  |
| 164                                | Brecht Dhaene (BEL)      | 76e                  |
| 165                                | Christophe Prémont (BEL) | HD                   |
| 166                                | Kai Reus (NED)           | HD                   |
| 167                                | Stef Van Zummeren (BEL)  | 86e                  |
| 168                                | Jari Verstraeten (BEL)   | HD                   |
| Directeur sportif : Sammie Moreels |                          |                      |

| Wallonie Bruxelles-Group Protect WBC | Wallonie Bruxelles-Group Protect WBC | Wallonie Bruxelles-Group Protect WBC |
| ------------------------------------ | ------------------------------------ | ------------------------------------ |
| Num                                  | Coureur                              | Pos                                  |
| 171                                  | Baptiste Planckaert (BEL)            | 3e                                   |
| 172                                  | Olivier Chevalier (BEL)              | 98e                                  |
| 173                                  | Florent Delfosse (BEL)               | 106e                                 |
| 174                                  | Sébastien Delfosse (BEL)             | 51e                                  |
| 175                                  | Olivier Pardini (BEL)                | 62e                                  |
| 176                                  | Gaëtan Pons (BEL)                    | 101e                                 |
| 177                                  | Julien Stassen (BEL)                 | 53e                                  |
| 178                                  | Antoine Warnier (BEL)                | 32e                                  |
| Directeur sportif : Olivier Kaisen   |                                      |                                      |